# Charles Frederick Worth
Pour les articles homonymes, voir Worth.
Charles Frederick Worth, né le 13 octobre 1825 à Bourne (Lincolnshire, Royaume-Uni) et mort le 10 mars 1895 dans le 8e arrondissement de Paris (France), couturier français d'origine britannique, est « un des fondateurs de la haute couture parisienne » et de la maison Worth. C'est lui qui crée le principe de la maison de couture.

## Biographie

### Des débuts modestes
Worth nait en Angleterre le 13 octobre 1825 dans une famille de condition modeste. Jeune homme, il est apprenti et employé chez deux marchands de textile à Londres. Il y acquiert une connaissance approfondie des tissus et des besoins des couturiers. Il visite souvent la National Gallery et d'autres expositions, et y étudie les portraits historiques. On retrouvera dans ses créations ultérieures des éléments inspirés de ces portraits.

### Installation à Paris et premiers modèles

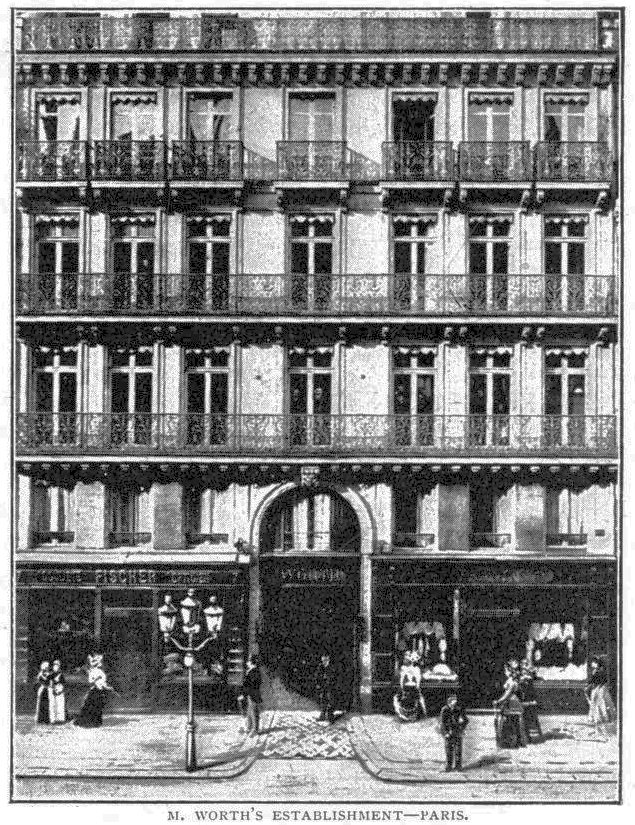
Maison Worth, 7 rue de la Paix (Paris).

Worth s'installe à Paris en 1845, où il trouve du travail chez Gagelin, maison importante de vente de textiles, de châles et de vêtements prêts à porter (83 rue de Richelieu). Il en devient le principal vendeur et finit par ouvrir une division couture : c'est son premier travail de couturier professionnel. Ses modèles exposés aux expositions universelles de Londres en 1851 et de Paris en 1855 sont récompensés par des prix qui contribuent à la réputation de Gagelin, mais attirent aussi l'attention sur Worth lui-même. Il peut ainsi fonder sa propre firme en 1858 au 7 rue de la Paix, avec un associé, Otto Bobergh.
Sa conception de la création de mode est différente de celle existant jusqu'alors : il crée le principe de la maison de couture.
Avant Worth, le couturier répond aux commandes de la clientèle ; le client demande, le couturier exécute : c’est un artisan. Worth crée des modèles inédits, selon son inspiration, mettant son sens artistique en avant : c'est un artiste. Il lance ses propres collections, dont les modèles sont faits à l'avance, et sont présentés dans des salons luxueux, en un seul exemplaire. Le rôle de la cliente est limité au choix des couleurs et du type de tissus, Worth a une autonomie dans la création. Les collections changent régulièrement, ouvrant le cycle de la mode (collection printemps-été, automne-hiver).

### Le succès

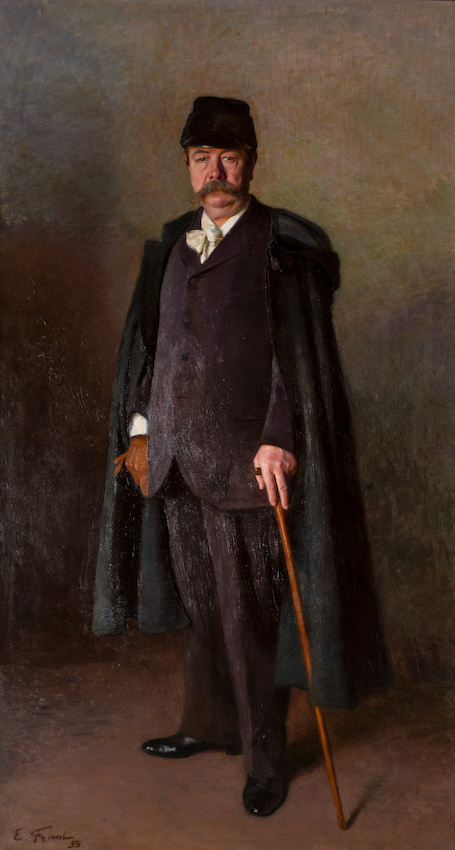
Émile Friant, Portrait de Charles Frederick Worth, 1893.

Le succès de Worth s'inscrit dans la trajectoire du Second Empire. Avec Napoléon III, Paris redevient une capitale impériale, dont l'empereur veut faire une vitrine pour l'Europe. La demande en articles de luxe, y compris les vêtements et robes à la mode, atteint des niveaux inconnus depuis la Révolution. Quand Napoléon III épouse Eugénie de Montijo, les goûts de la nouvelle impératrice donnent le ton de la cour : Worth y est en faveur et devient un couturier très demandé dès les années 1860. Il compte dans ses clientes des membres de la haute société parisienne et de l'aristocratie, comme la princesse Pauline de Metternich, épouse de l'ambassadeur d'Autriche.
Worth est célèbre dans l’évolution du vêtement pour avoir remplacé la crinoline par la tournure.
Worth innove dans le processus de commercialisation et de communication : avant lui, le couturier communique à travers des magazines de mode ou en envoyant par courrier des poupées habillées. Worth invente le mannequin vivant qu'il appelle le sosie, et il utilise pour cela sa propre femme Marie Vernet Worth. Il organise des défilés de mode et met en scène ses créations, accepte des copies de ses robes par les grands magasins.
Worth crée tout au long de l'année, inventant le concept de mode de saison. Il personnalise le modèle pour chaque cliente. Il crée un thème, puis décline plusieurs modèles sur le même thème.
Il invente le personnage de créateur de mode. Il a des liens avec de nombreux artistes. Avec lui, la mode cesse d'être un artisanat d'atelier et devient une organisation destinée à faire école. Fort de son talent et de son succès, il joue la carte du snobisme en sélectionnant ses clientes parmi les femmes les plus en vue, en traitant les parvenues par-dessus la jambe et en affichant des manières arrogantes. Mais loin de se laisser intimider, les clientes les plus prestigieuses imposent à leur tour leurs propres goûts : la comtesse Greffulhe, célèbre pour son élégance, ne suit pas la mode mais la lance avec ses choix tout personnels et Worth ne peut que se montrer honoré de répondre à ses exigences. Le palais Galliera, musée de la Mode de la ville de Paris, détient dans ses collections de nombreux modèles griffés Worth ayant appartenu à la comtesse Greffulhe, parmi lesquels une cape du soir, transformée par Worth à partir d'un caftan donné à la comtesse par le tsar de Russie Nicolas II.
Worth possède une grande connaissance technique de la filière du vêtement : textiles, couleurs, modes de confection, effets stylistiques… Il est en relation avec d'autres artisans pour les chaussures, les sacs, les chapeaux. Il domine un secteur professionnel qui repose sur le créateur, l'artisan et le confectionneur. À partir de Worth, les grands couturiers se considéreront comme des créateurs et des artistes tout court, et s'imposeront en tant que tels dans l'imaginaire moderne.

Quelques créations de Charles Frederick Worth
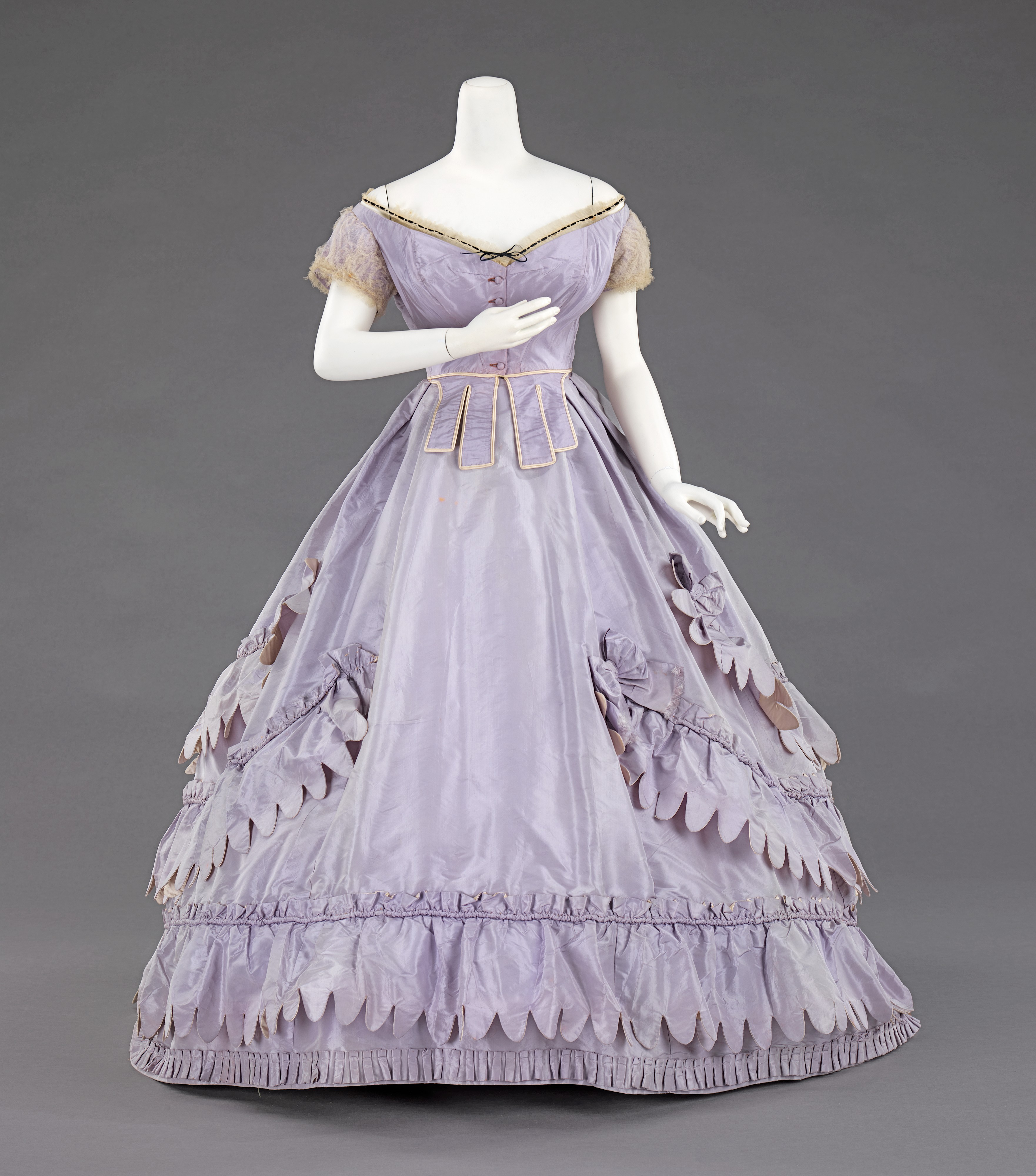
Robe de soirée, 1862-1865.
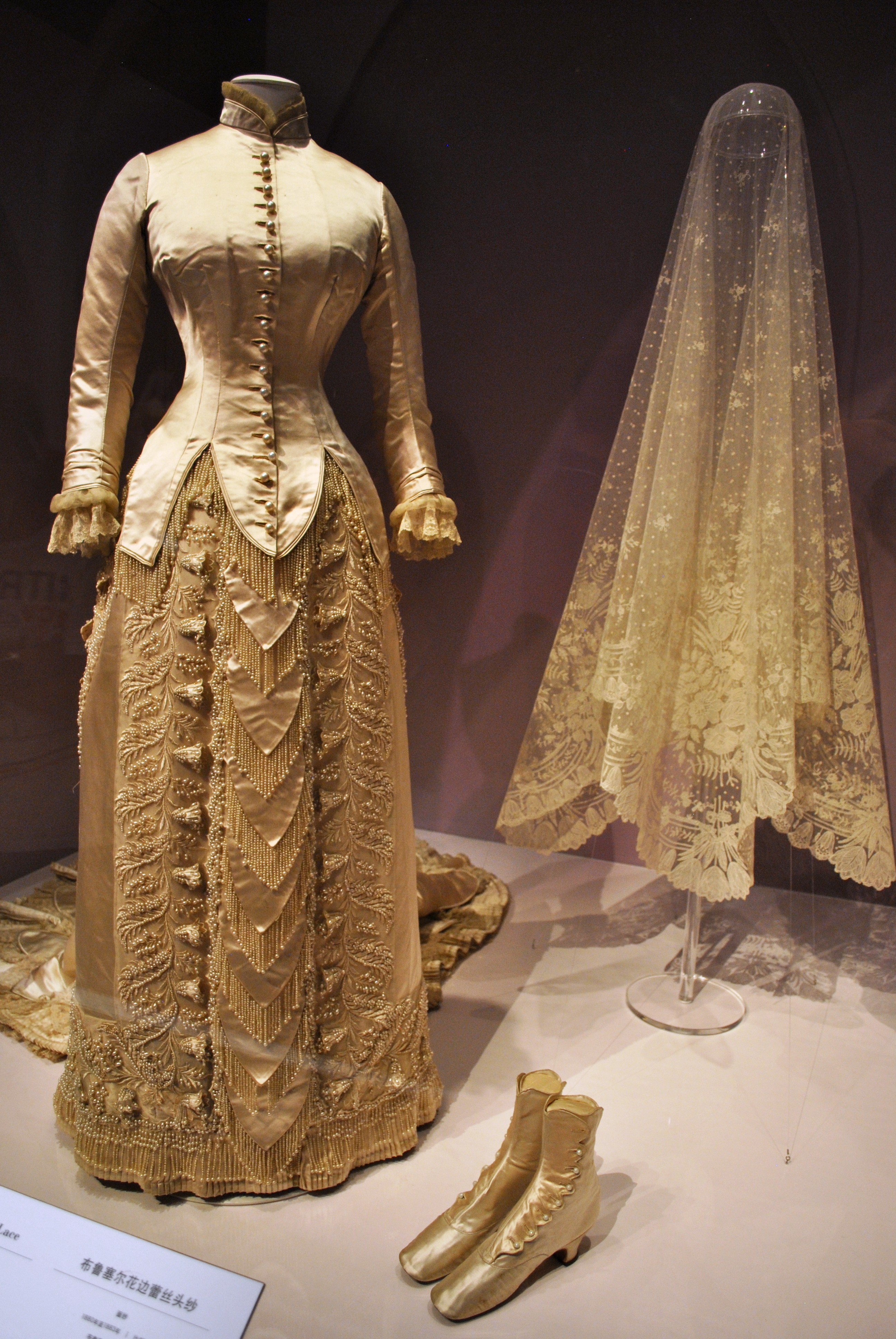
Robe de mariage, 1879.
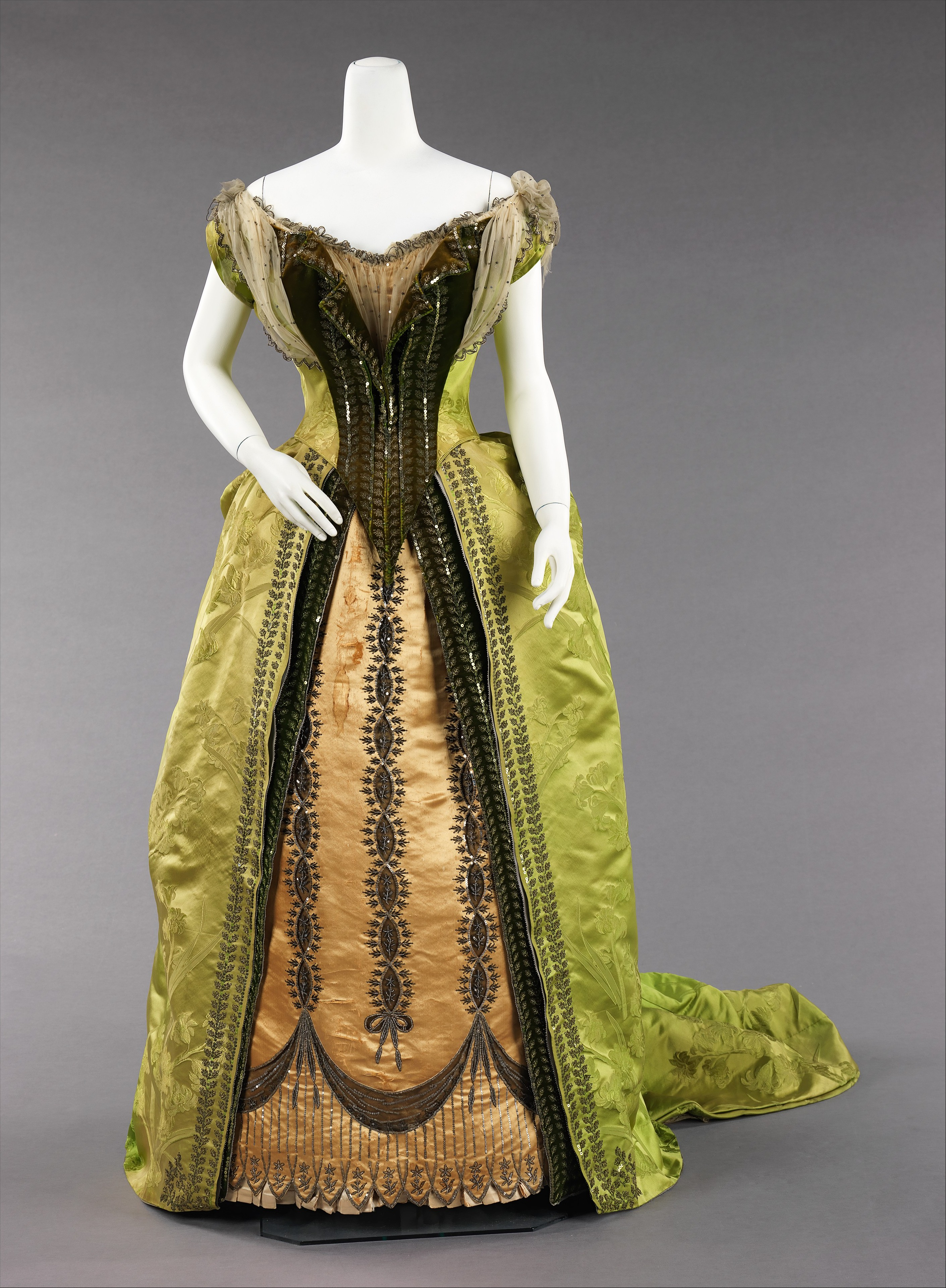
Ensemble de soirée, 1887.
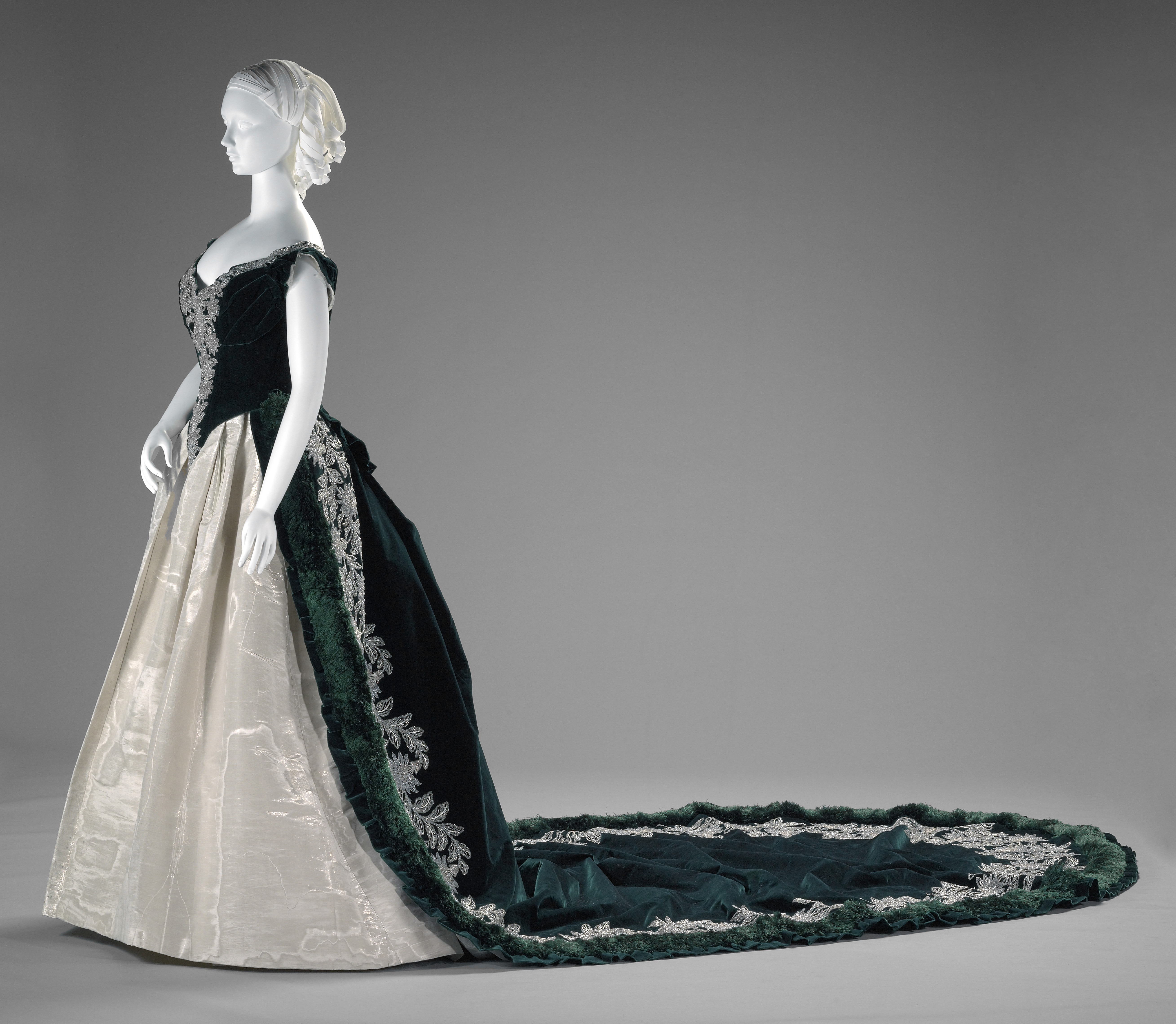
Robe de cour impériale russe, vers 1888.
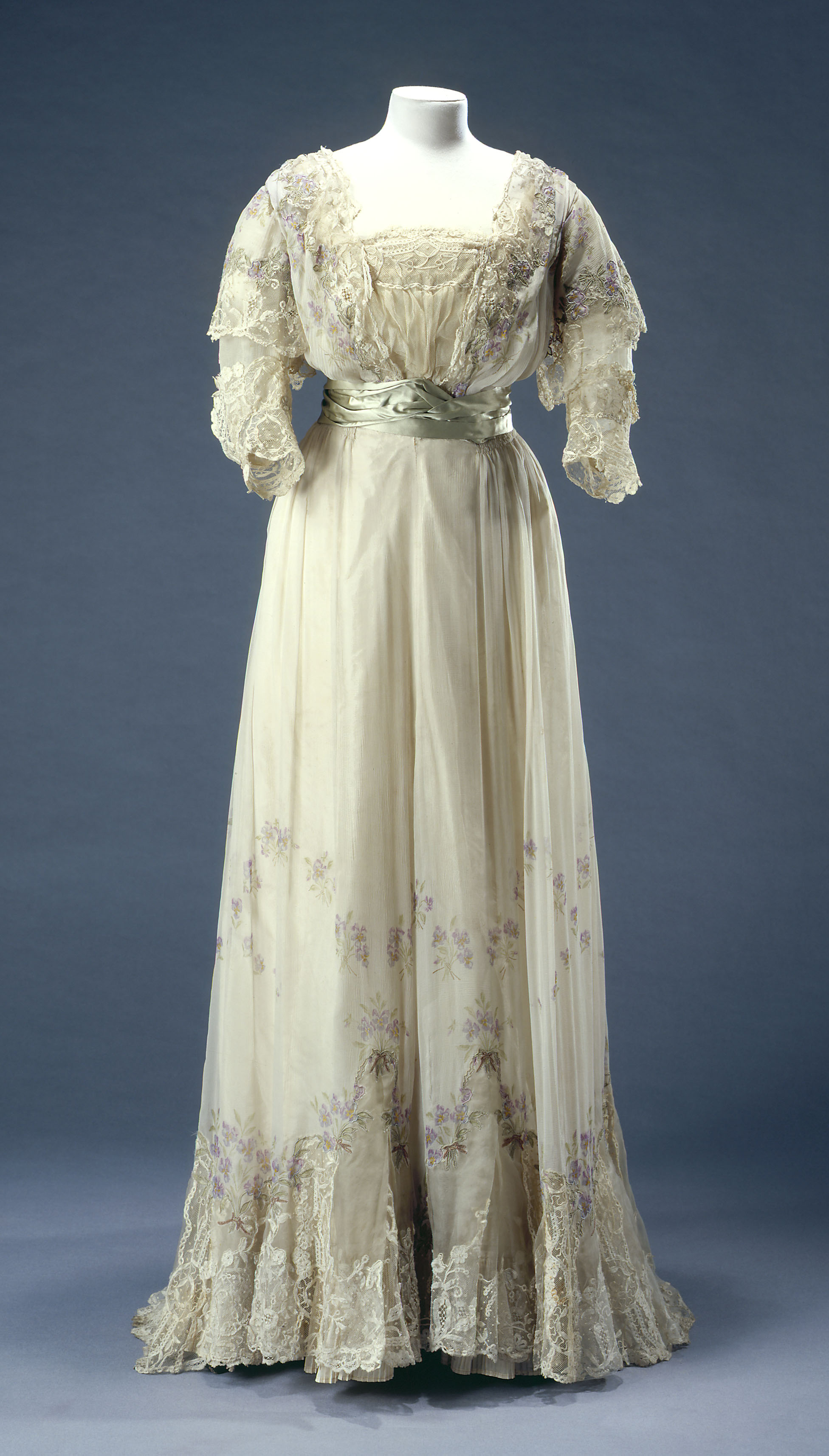
Robe de réception en mousseline, entre 1900 et 1910.
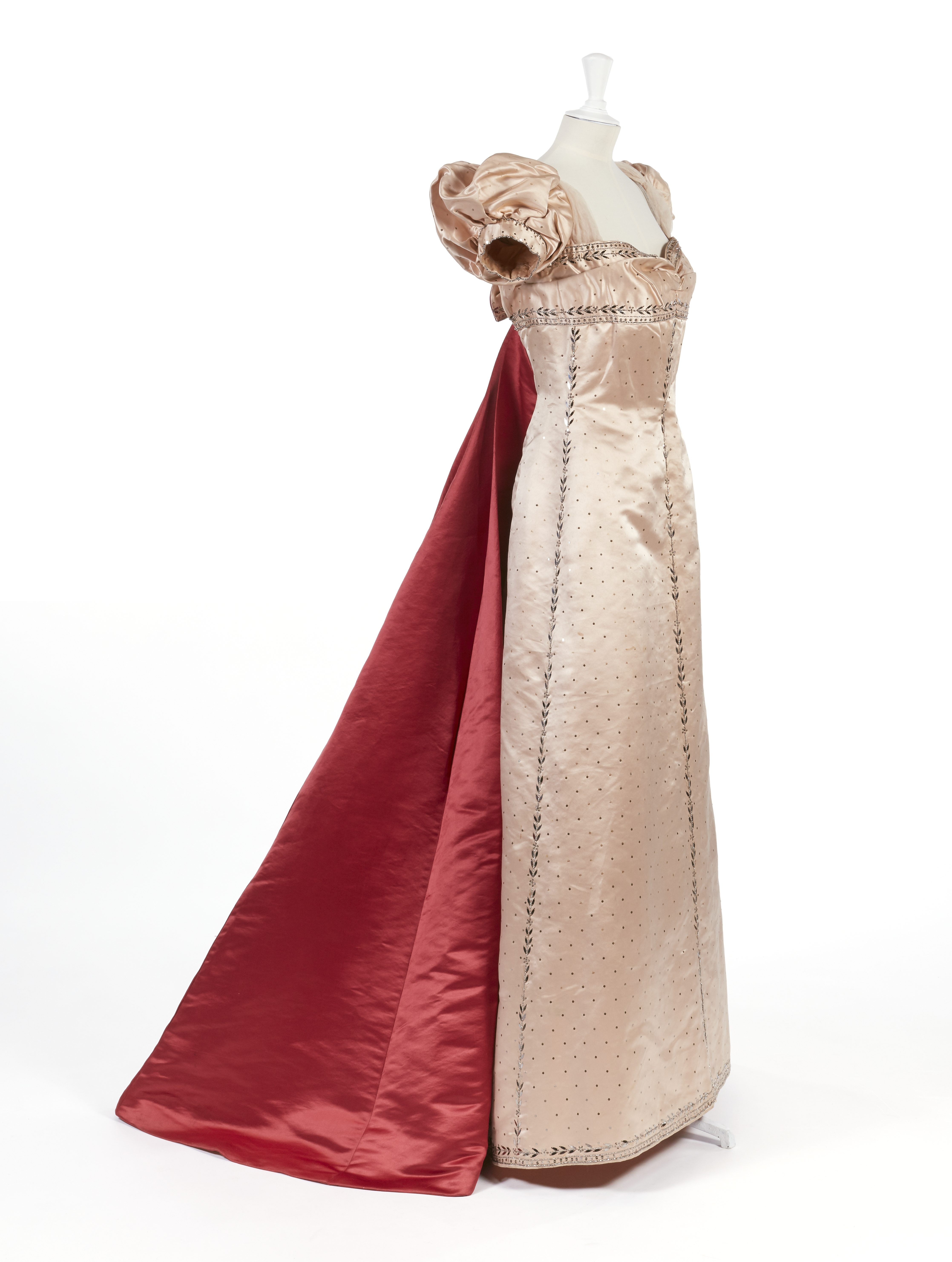
Robe de soirée en satin, style Empire, 1892.
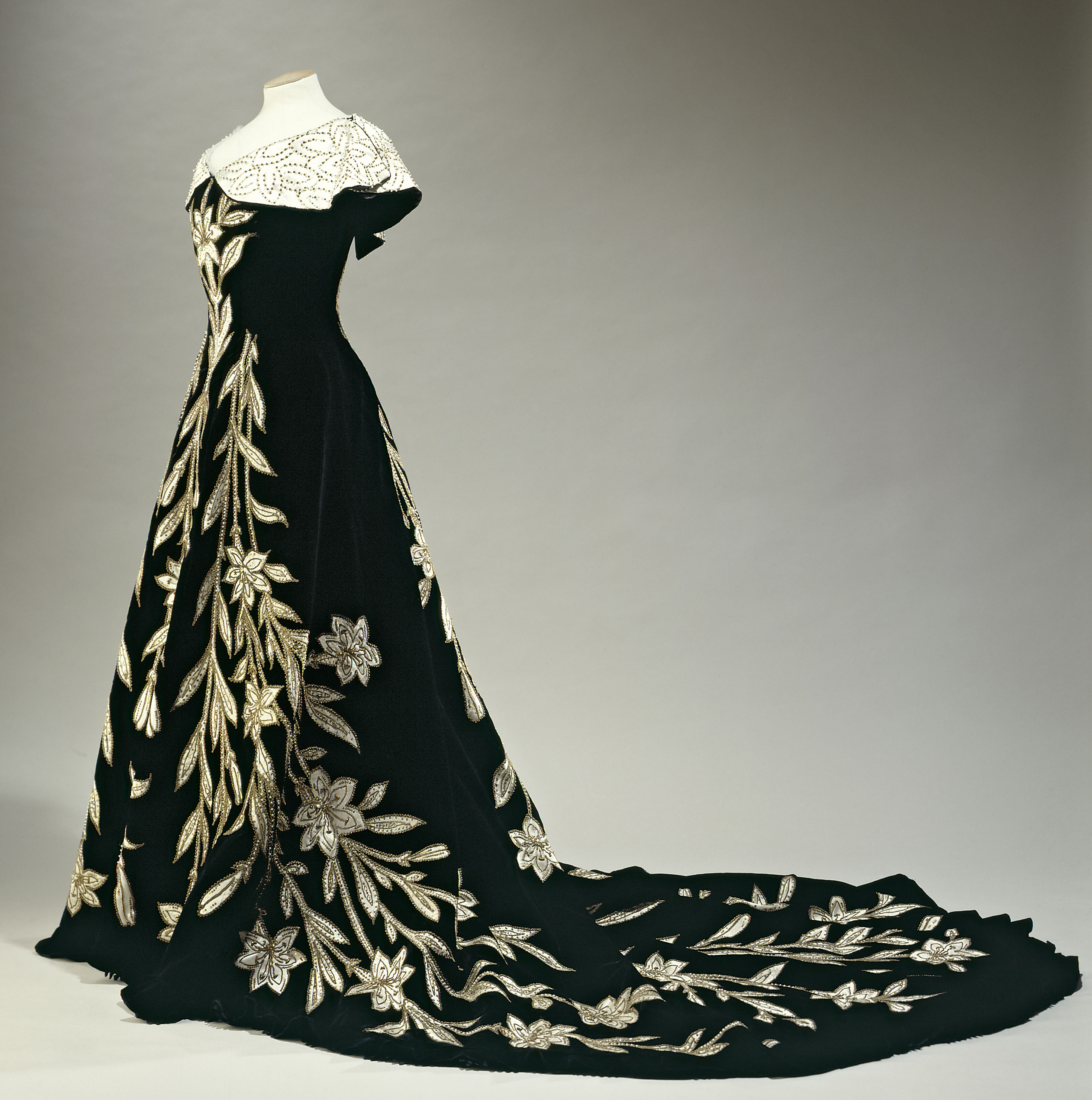
Robe princesse en velours de soie noir, 1896.
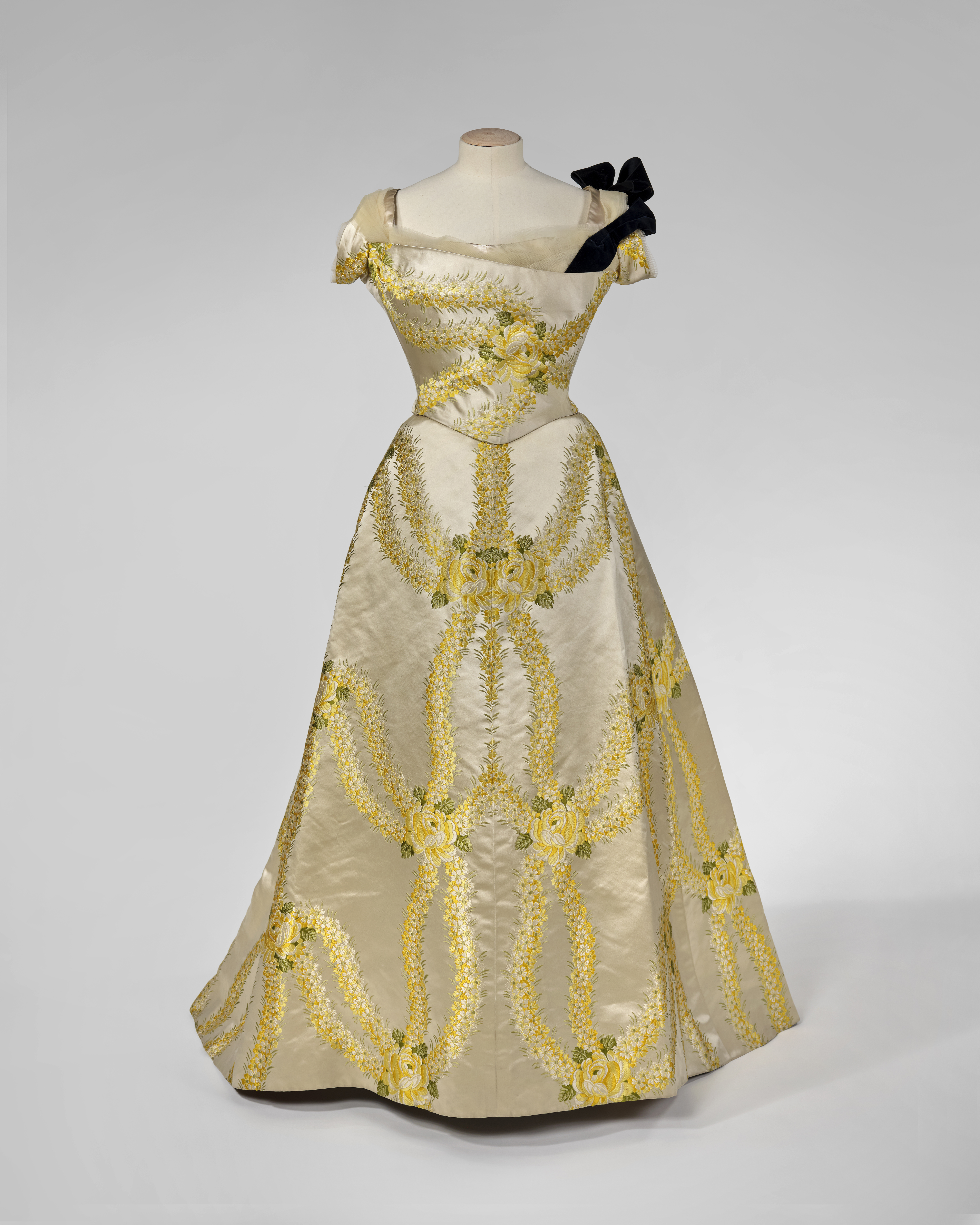
Robe en satin, entre 1890 et 1900.

Une dizaine de maisons de couture vont se créer par la suite sur ce même modèle.

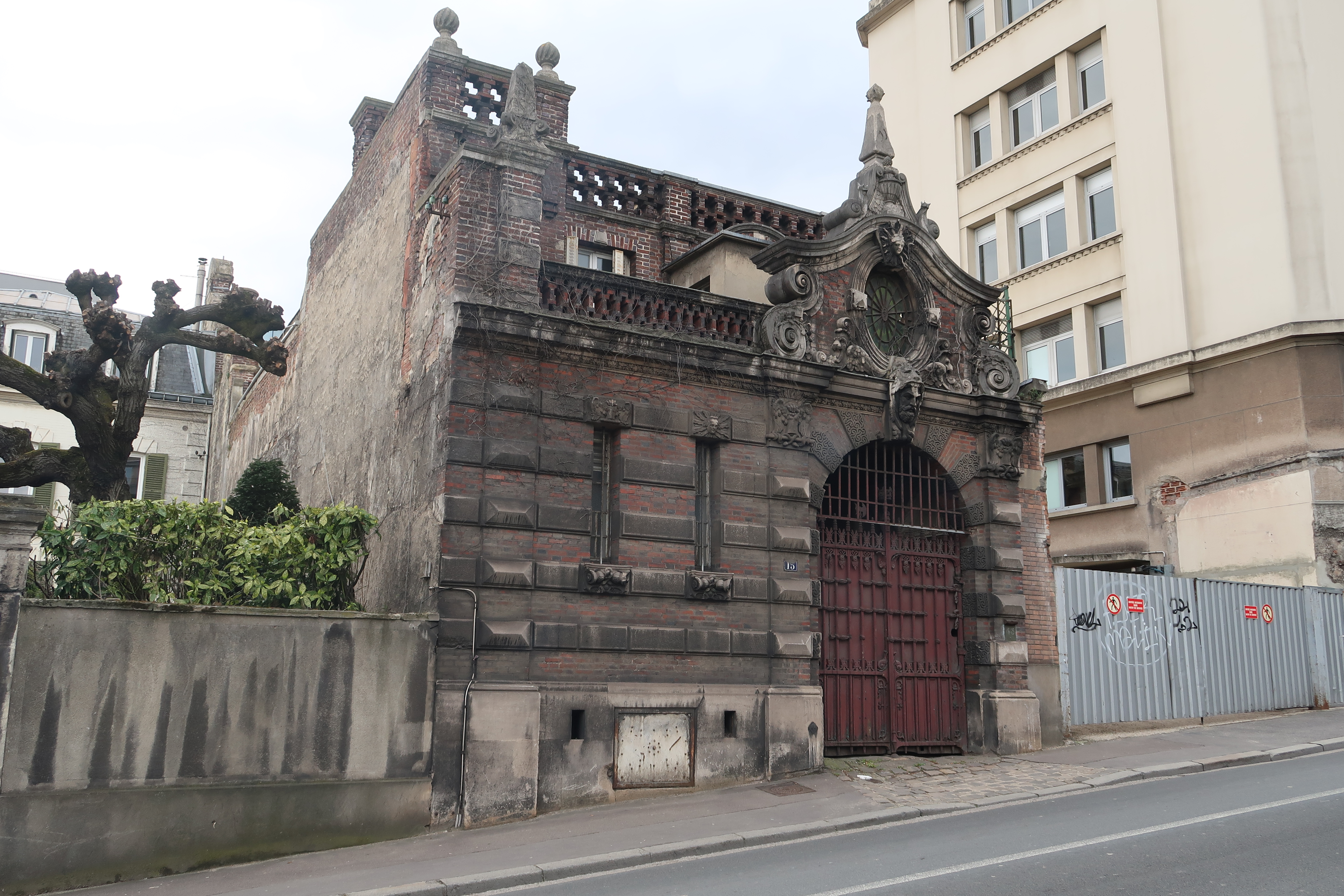
Porte monumentale de 1864, dernier vestige de la propriété initiale du couturier Worth. Elle comporte sur son fronton deux escargots, symbolisant l'ascension du couturier.

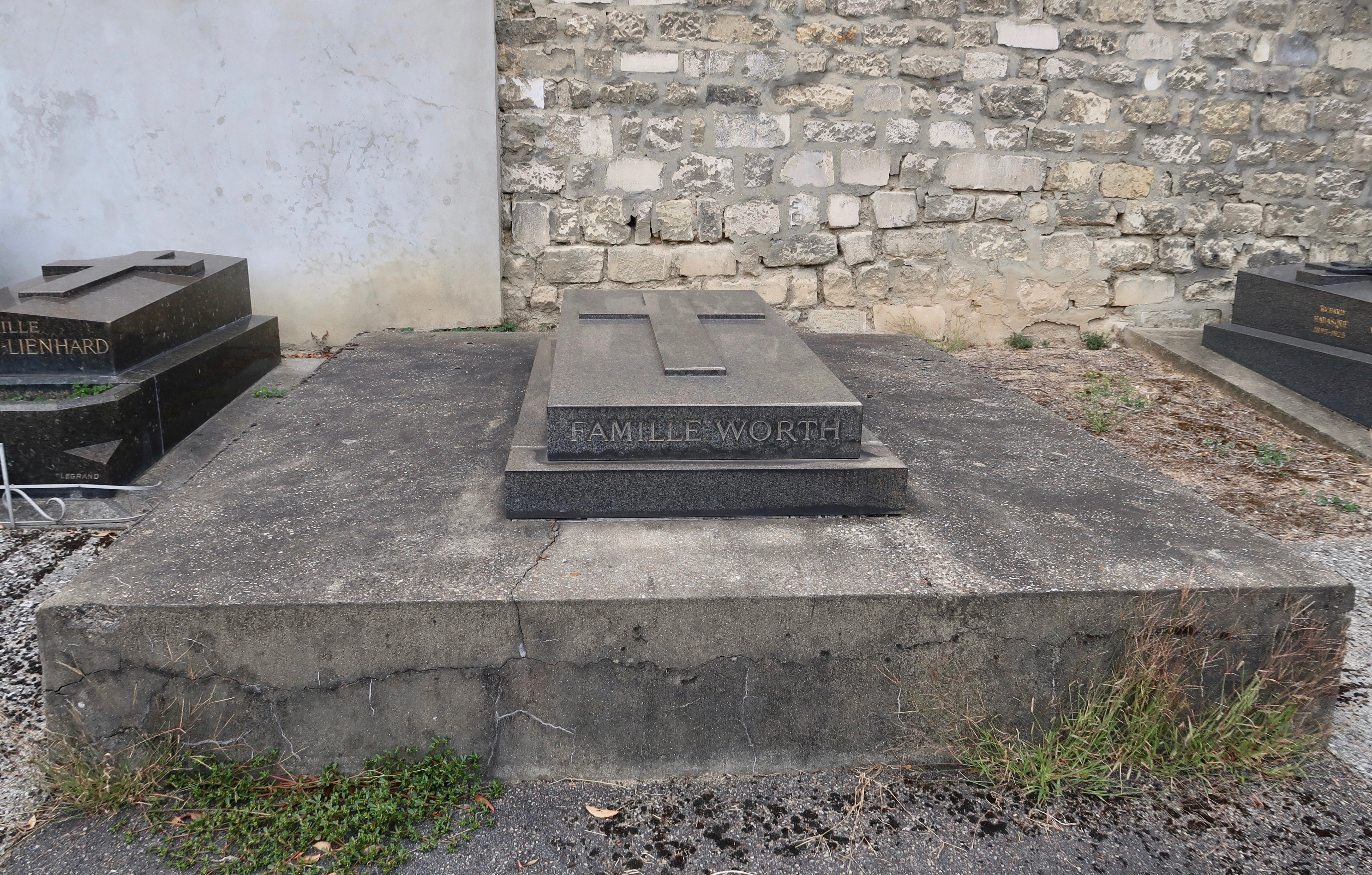
Sépulture de la famille Worth dans le cimetière Carnot de Suresnes.

Dans les années 1860, l'architecte Denis Darcy construit pour Charles Frederick Worth une résidence sur un terrain de 15 000 m2, à l'emplacement de l'ancien « clos des Seigneurs », au croisement des actuelles avenue Franklin-Roosevelt et rue Worth, à Suresnes, dans la banlieue ouest de Paris. Décrite selon les sources comme relevant de l'éclectisme, de l'historicisme, du style anglais, néo-gothique ou encore néo-florentin, la demeure est bordée d'un jardin orné de serres exotiques, de bosquets, de cascades et bientôt d'un grand nombre de colonnes, de sculptures et de statues récupérées dans les ruines du palais des Tuileries, incendié pendant la Commune,,. L'intérieur est richement décoré : outre une profusion de porcelaines et d'accessoires luxueux,, il est meublé de fauteuils Louis XVI recouverts de beaux tissus, d'une baignoire d'argent ou encore de commodités en marbre disposant d'un jet de parfum ; l'une de ses clientes, Pauline von Metternich, a témoigné du faste du grand salon de la demeure Worth.
En 1892, le fils du couturier, Gaston Worth, fait ériger sur le site, un pavillon de style néo-normand, réplique de la villa les Bleuets de son frère Jean-Philippe, en Suisse. Dans les années 1930, le château originel de Charles Frederick Worth est démoli, tandis que les jardins et la quasi-totalité du site de l'ancienne propriété sont lotis. En effet, le tout est vendu par le fils Worth à la Fondation franco-américaine du Mont-Valérien afin de construire l'hôpital Foch, à condition que le pavillon soit conservé. Il s'agit du seul élément restant de l'époque Worth, avec la porte monumentale de l'avenue Franklin-Roosevelt. Une rue bordant l'ancien domaine est renommée en hommage au couturier,,,,,. Une partie des ruines des Tuileries installées dans les jardins ont été déplacées à Barentin (Seine-Maritime).
Charles Frederick Worth est enterré au cimetière Carnot de Suresnes.
À la mort du créateur en 1895, ses fils Gaston-Lucien (1853–1924) et Jean-Philippe (1856–1926) reprennent l'entreprise.
La maison Worth (haute couture, prêt-à-porter et parfumerie) ferme en 1956.*
La mère de Jean-Claude Pascal, Arlette Lemoine (1908-2009), était l'arrière-petite-fille du couturier.

## Exposition
- 2025 : « Worth. Inventer la haute couture », Petit Palais (Paris).

## Galerie

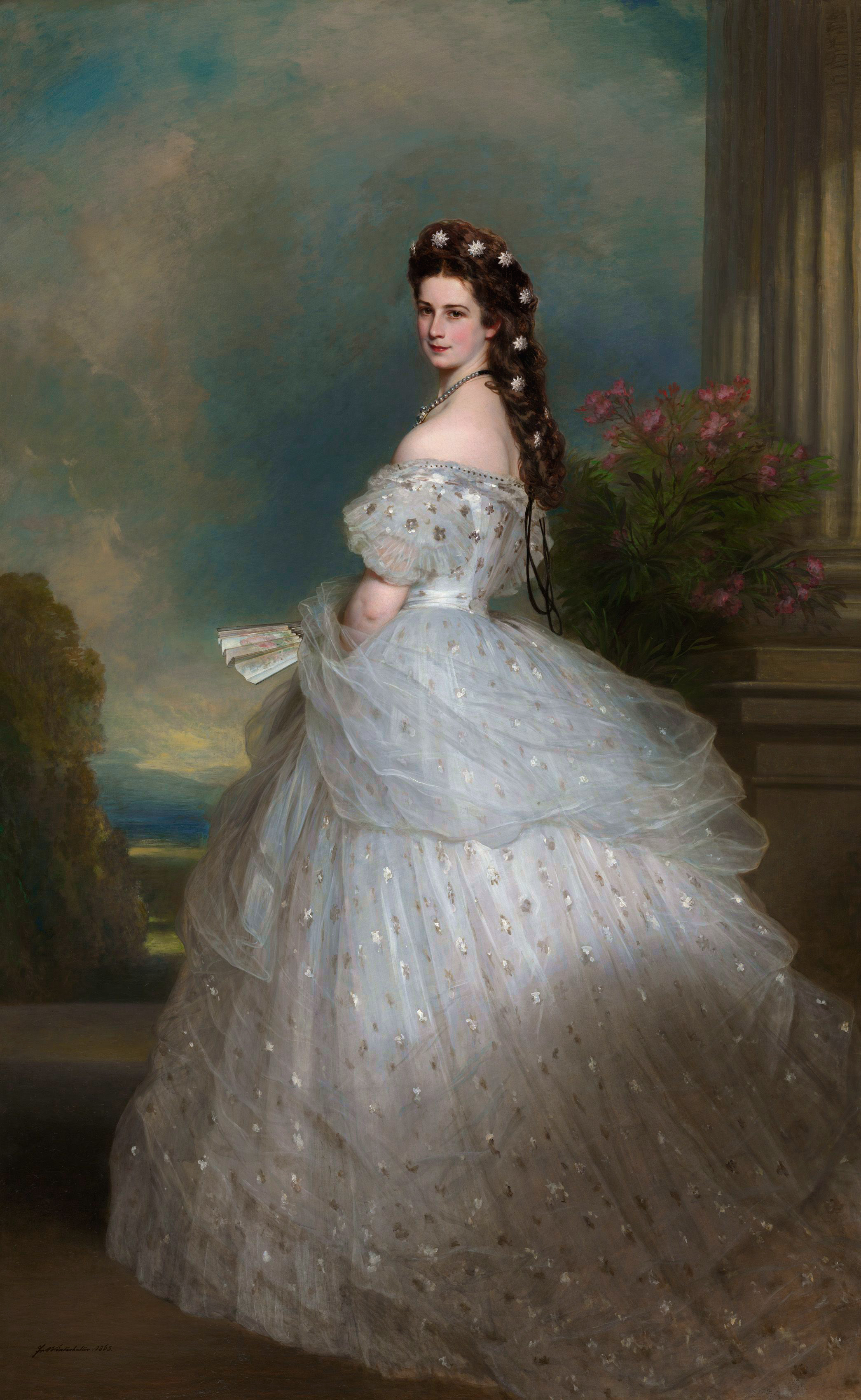
L'impératrice d'Autriche habillée par Worth. Portrait par Winterhalter, 1865.
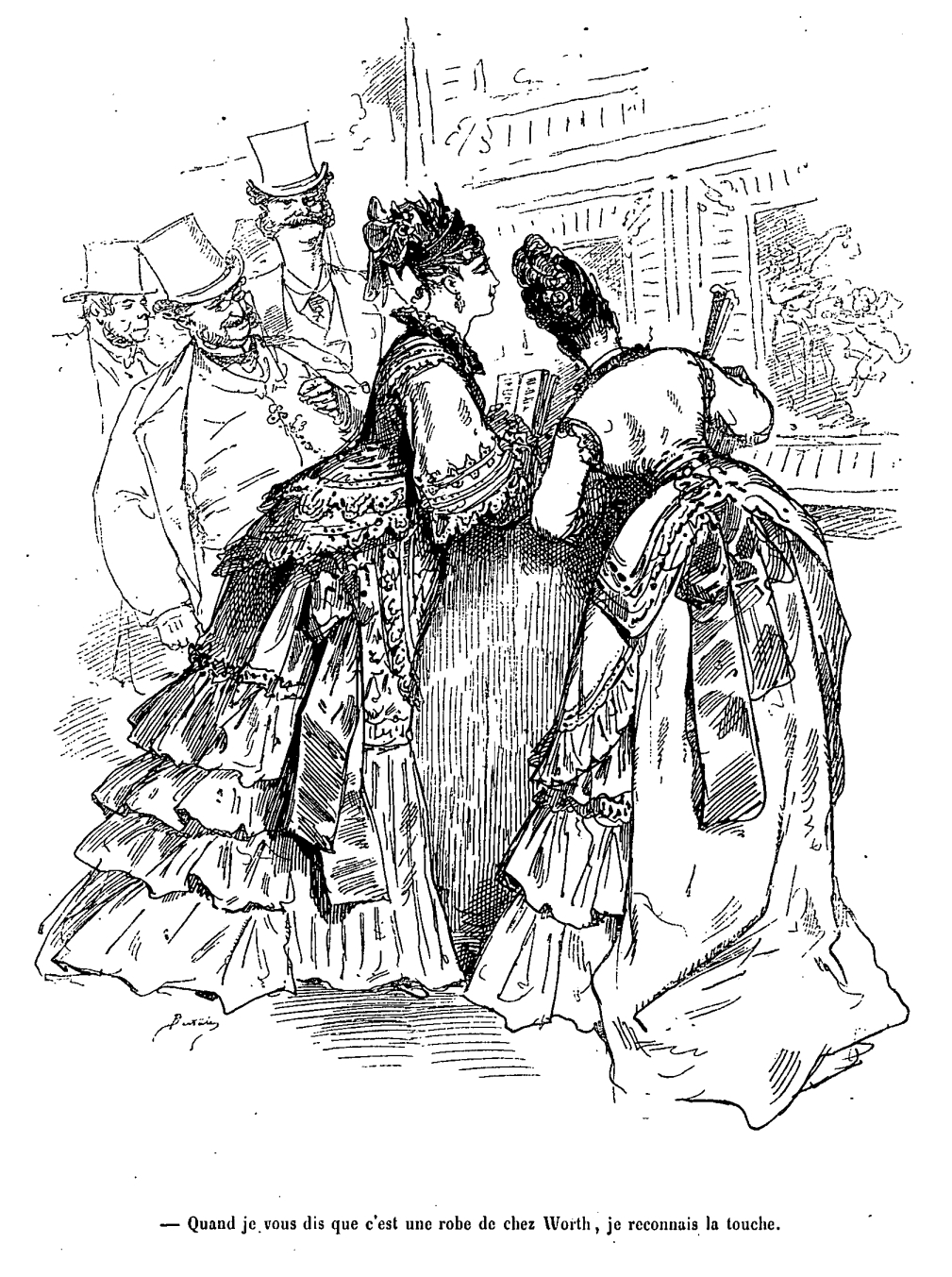
« Quand je vous dis que c'est une robe de chez Worth, je reconnais la touche. » Dessin de Bertall paru dans La Comédie de notre temps, 1875.
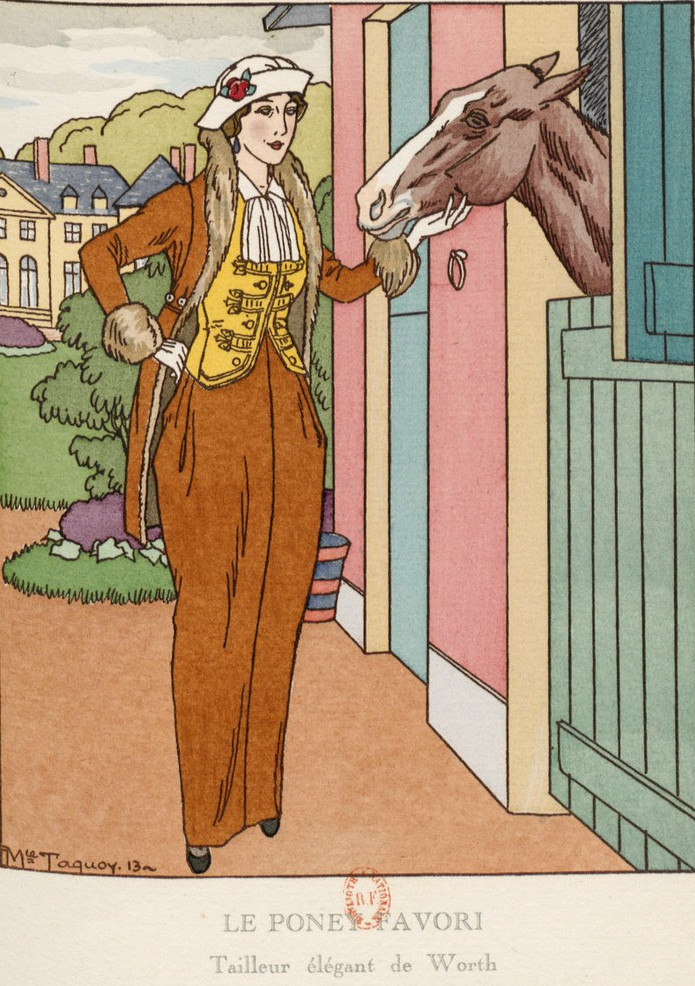
« Le poney favori. Tailleur élégant de Worth. » La Gazette du Bon Ton, 1913.
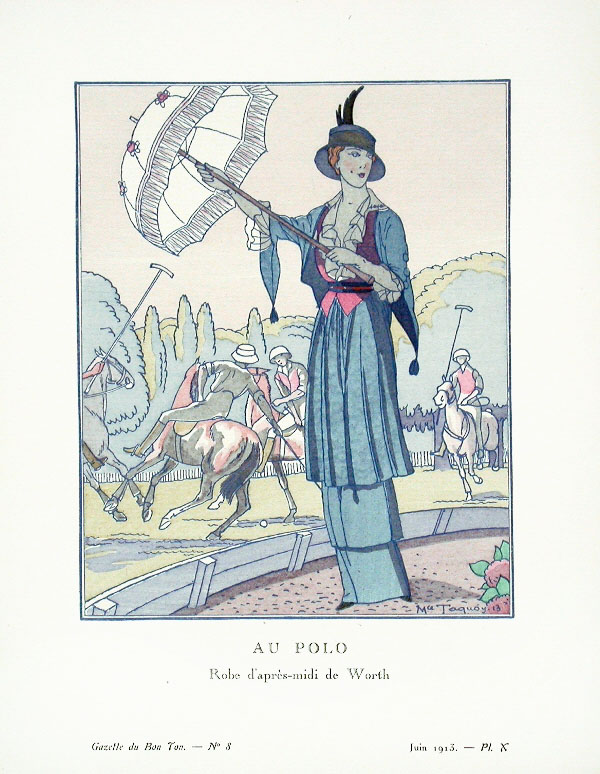
« Au polo. Robe d'après-midi de Worth. » La Gazette du Bon Ton, 1913.
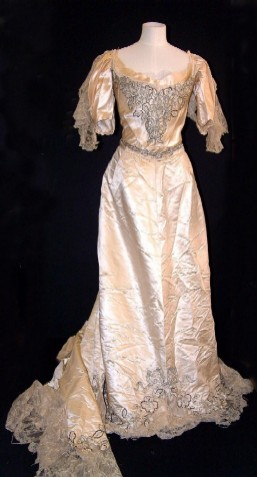
Robe créée par Worth. Musée de Bury St Edmunds (Suffolk).